# Cibirhiza albersiana
Cibirhiza albersiana, es una especie de planta enredadera perteneciente al género Cibirhiza, dentro de la familia Apocynaceae. Se distribuye desde Tanzania hasta Zambia.

## Descripción

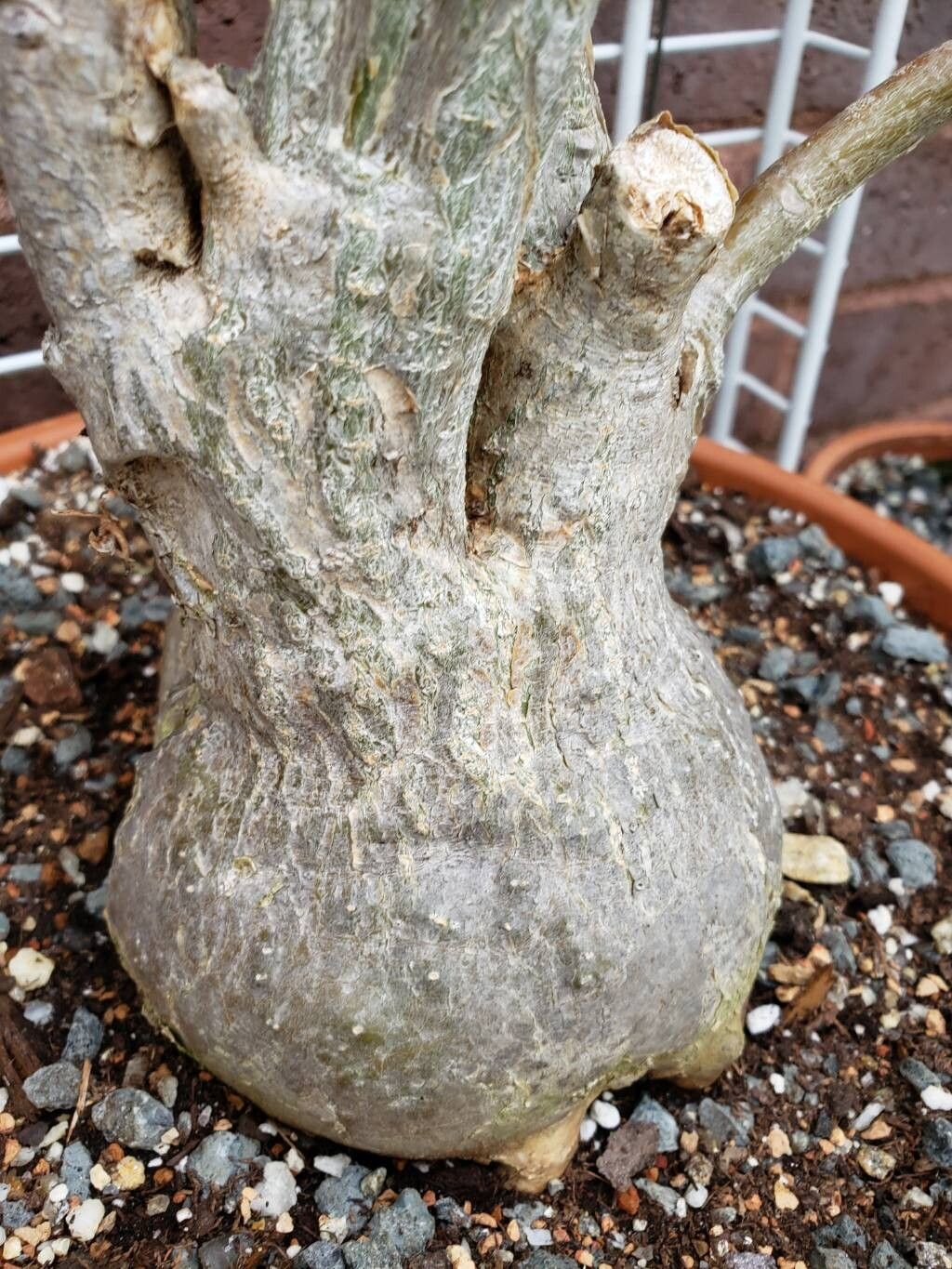
Detalle del tallo engrosado

Cibirhiza albersiana es una planta leñosa con tallos diminutamente peludos de hasta 5 m de largo, que crecen a partir de un tubérculo grande, de látex blanco. 

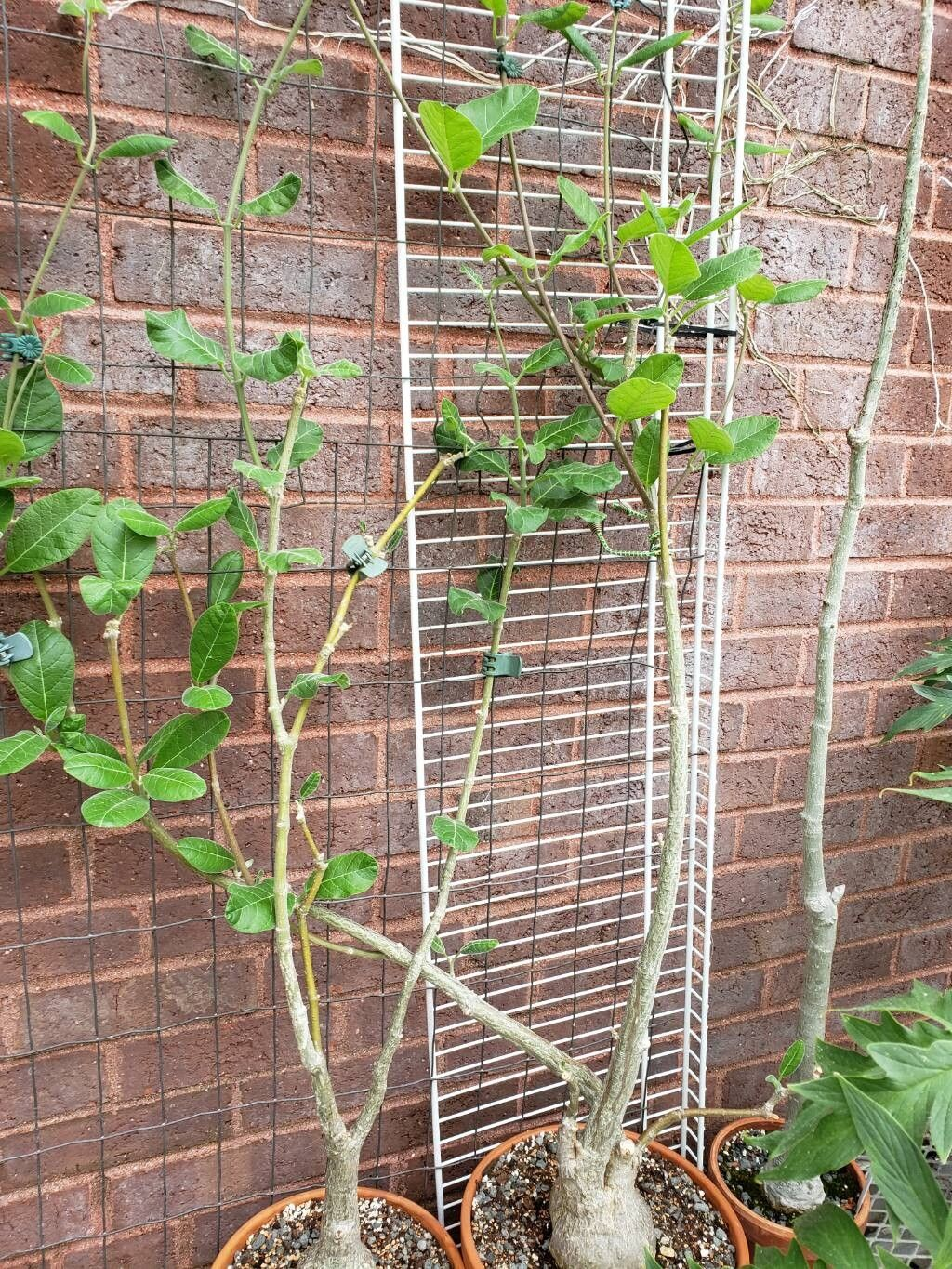
Detalle de la planta

Sus hojas se disponen opuestas, elípticas, de 2,5 a 13 cm de largo, a veces variables incluso en el mismo brote, diminutamente pilosas al menos en las nervaduras. 
Las Inflorescencias son extraaxilares, subsésiles, formando un denso racimo subumbeliforme de flores, diminutamente pilosas. Son de color amarillo o verde con manchas parduscas, de unos 10 mm de diámetro.

## Distribución y hábitat
El área de distribución nativa de esta especie va desde Tanzania hasta Zambia y crece principalmente en el bioma tropical estacionalmente seco.

## Taxonomía
Cibirhiza albersiana fue descrita por los botánicos Henning Kunze, Ulrich Meve y Sigrid Liede-Schumann, y publicada por primera vez en la revista científica Taxon 43: 368 en 1994.

Etimología
- Cibirhiza: nombre genérico que proviene del latín cibus (que significa 'alimento' o 'comida'), y del griego rhiza (que significa 'raíz'), ya que las raíces se pueden comer.
- albersiana: epíteto específico otorgado en honor al profesor Víctor A. Albert, un botánico estadounidense.[3]

## Usos
Cibirhiza albersiana se cultiva principalmente como planta ornamental, aunque localmente se emplea como planta alimenticia, ya que su tubérculo es comestible.